# Ракув (гміна)
Гміна Ракув (пол. Gmina Raków) — сільська гміна у східній Польщі. Належить до Келецького повіту Свентокшиського воєводства.
Станом на 31 грудня 2011 у гміні проживало 5830 осіб.

## Територія
Згідно з даними за 2007 рік площа гміни становила 191.09 км², у тому числі:
- орні землі: 48.00%
- ліси: 45.00%

Таким чином, площа гміни становить 8.50% площі повіту.

## Населення
Станом на 31 грудня 2011:
| Опис     | Загалом | Загалом | Чоловіки | Чоловіки | Жінки | Жінки |
| -------- | ------- | ------- | -------- | -------- | ----- | ----- |
| одиниця  | осіб    | %       | осіб     | %        | осіб  | %     |
| все      | 5830    | 100     | 2975     | 51.03    | 2855  | 48.97 |
| міське   | 0       | 100     | 0        |          | 0     |       |
| сільське | 5830    | 100     | 2975     | 51.03    | 2855  | 48.97 |

## Сусідні гміни
Гміна Ракув межує з такими гмінами: Боґорія, Далешице, Іваніська, Лаґув, Пешхниця, Сташув, Шидлув.